# Verkostung

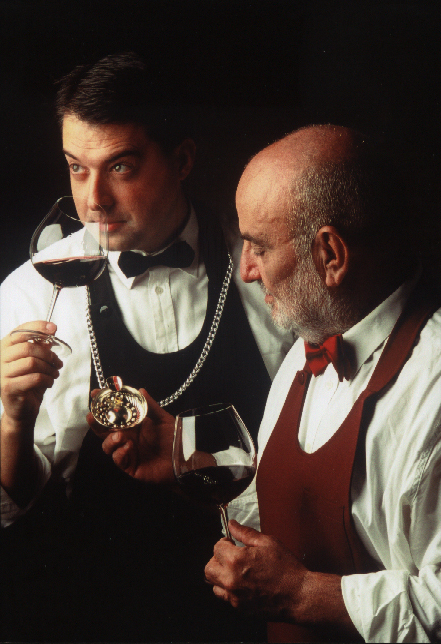
Wein-Verkostung

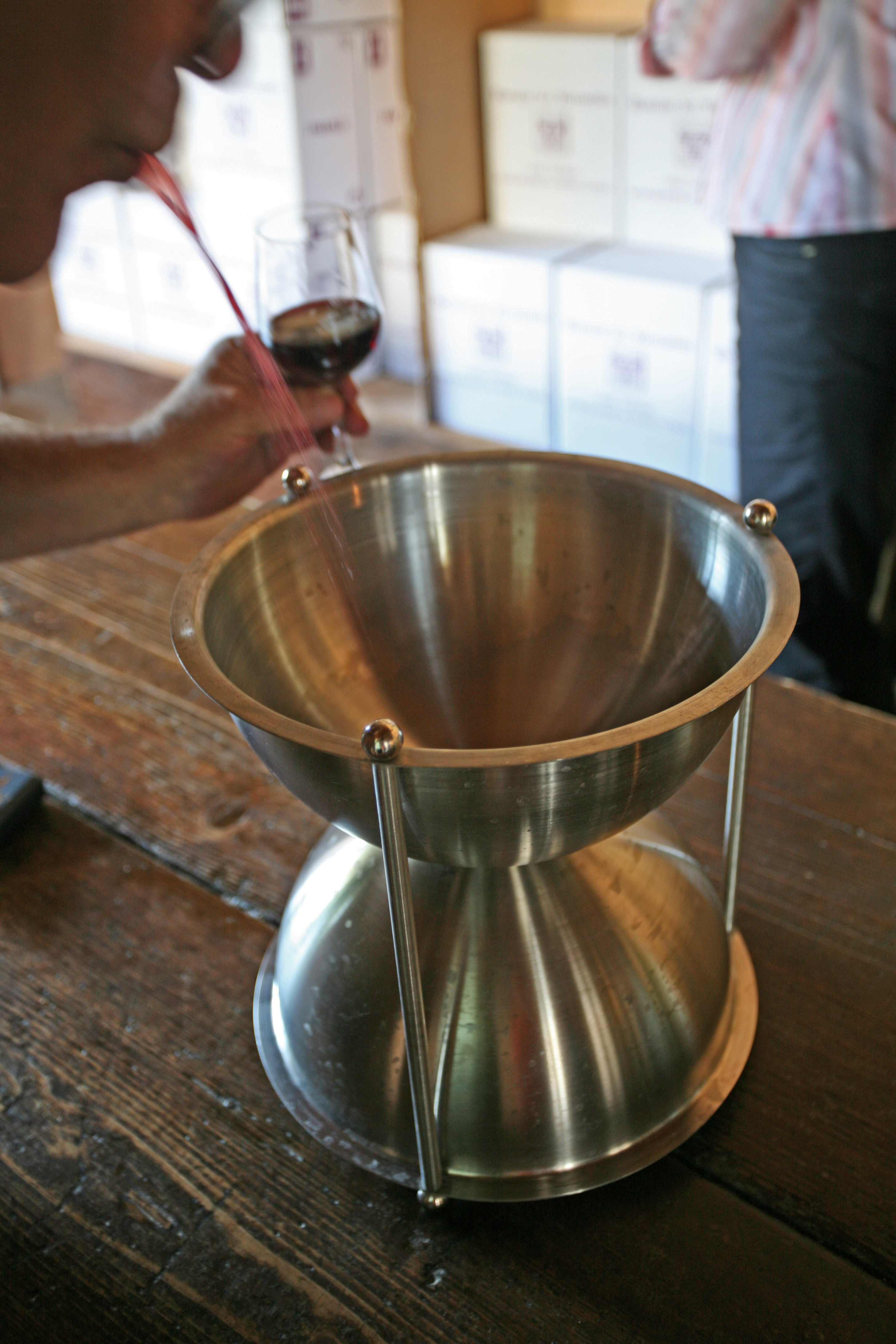
Entsorgung einer organoleptischen Probe

Eine Verkostung, eine Degustation (franz. dégustation) oder ein Tasting (von engl. taste ‚probieren‘, ‚schmecken‘ ‚verkosten‘) ist eine Runde von Experten, Connaisseuren oder Laien zur geschmacklichen Beurteilung oder zum Vergleich von Genussmitteln. Der französische Ausdruck wird neben Frankreich noch überwiegend in der Schweiz verwendet. Hauptsächlich werden Flüssigkeiten verkostet, darunter Tee, Kaffee, Speiseöle, alkoholische Getränke wie Bier, Wein, Spirituosen, Liköre usw., aber auch Fruchtsäfte und Cocktails. Verkostungen, bei denen den Testern die zu vergleichenden Produkte nicht bekannt sind bzw. sie neutrale Proben erhalten, werden Blindverkostung (engl. blind tasting) genannt.

## Begriff
Im Speziellen wird „Degustation“ oft für Weinproben verwendet. Daneben gibt es jedoch auch Bierproben und Geschmacksprüfungen anderer Produkte wie Kaffeeaufbrühungen. Der Begriff bezieht sich sowohl auf professionelle Verkostungen, die der Begutachtung von Produkten dienen, als auch auf Verkaufsverkostungen für Laien. Verkostungen von (Pur-)Spirituosen und Cocktails werden auch im Deutschen oft als „Tasting“ bezeichnet, zum Beispiel Whisky-Tasting.

## Vorgang der professionellen Verkostung
Professionelle Verkostungen finden meist in Laboren unter kontrollierten Bedingungen statt. Den Vorgang des Verkostens von Flüssigkeiten im Mund bezeichnet man auch als Rollen. Dabei wird die Flüssigkeit mit einem Löffel aufgenommen, im Mund herum gespült (gerollt) und oft durch Wangenbewegungen mit Sauerstoff angereichert, um das genaue Schmecken zu erleichtern. Bei der professionellen Verkostung werden die Flüssigkeiten nicht geschluckt, sondern in eine Abfallkanne ausgegeben.
Bei manchen Produkten ist eine Zwischenspülung mit Mineralwasser notwendig, um die Geschmacksknospen zu neutralisieren. Erfahrene Verkoster können die Veränderung in der Wahrnehmung einzelner Geschmacksbestandteile abschätzen und liefern zu Beginn und zu Ende der Verkostung gleichbleibende Beurteilungen. Unerfahrene Verkoster kommen oft zu Beginn und Ende einer Probe zu abweichenden Ergebnissen bei ein und demselben Produkt.
Es werden oft mehrere Degusteure herangezogen. Erst nach der Begutachtung werden die Produkte mit klaren Bezeichnungen betrachtet und die Gutachten verglichen. Professionelle Verkoster sollten in der Regel von Berufs wegen Nichtraucher sein, weil der Konsum von Tabak die Geruchsorgane deutlich beeinträchtigt.

## Verkostungen für Laien und zu Verkaufszwecken
Die Verkostung zu Verkaufs- oder Unterhaltungszwecken unterscheidet sich von der professionellen Verkostung. Hier kommt es darauf an, dass dem potentiellen Kunden das Produkt gefällt, das ausführlich beschrieben und gezeigt wird, oder er aus einer Reihe von Produkten eine persönliche Auswahl treffen kann. Die Kombination von Produkten unterschiedlicher Arten ist üblich. So lassen sich zum Beispiel Käse und Wein gut verbinden, aber auch Whisky und Schokolade oder Whisky und Zigarre passen gut zusammen.

## Blindverkostungen
Verkostungen können blind stattfinden (sog. Blindverkostung oder blind tasting), d. h. der Degusteur bekommt alle Produkte in der gleichen neutralen Verpackung bzw. in gleichartigen Gläsern angeboten und sieht die Verkaufsverpackungen nicht oder sie werden verdeckt. Blindverkostungen bieten die Möglichkeit, verschiedene Produkte einer Gattung möglichst objektiv zu vergleichen und einen unverfälschten Geschmackseindruck zu gewinnen, ohne schon im Vorfeld durch Kenntnis der Produkte und Marken, ihr Image oder den Verkaufspreis beeinflusst zu sein.
Hintergrund ist, dass Produkte in Blindverkostungen regelmäßig anders beurteilt werden, als wenn sie den Testern vorher bekannt sind. Ein Beispiel dafür ist die Tatsache, dass die Cola der Marke Pepsi in Blindverkostungen oft besser beurteilt wurde als Coca-Cola, während es sich in nicht blind durchgeführten Verkostungen umgekehrt verhielt. Das Phänomen wurde in der Wissenschaft vielfach erforscht und ist als Pepsi Paradox bekannt.
Gelegentlich werden unter die Produkte einer Blindverkostung auch so genannte „U-Boote“ gemischt. Dabei handelt es sich um Produkte, die die Teilnehmer eigentlich nicht unter den Proben des Tastings erwarten und die oft auch gar nicht zur zu verkostenden Getränkegattung gehören. Ein „U-Boot“ kann beispielsweise Wein einer anderen Rebsorte sein, gar ein Rotwein in einer Reihe von Weißweinen (bei Verwendung gefärbter Gläser oder mit verbundenen Augen), ein Sekt bei einem Champagner-Tasting, Spirituosen einer anderen, jedoch verwandten Gattung (Blended Whisky statt Single-Malt-Whisky, Cachaça statt Rhum Agricole, Wacholder statt Gin) oder auch ein Discounter-Produkt unter hochpreisigen Markenprodukten. U-Boote dienen unter anderem dazu, die Geschmackseindrücke zu verifizieren und zu hinterfragen.

## Verkostungsablauf

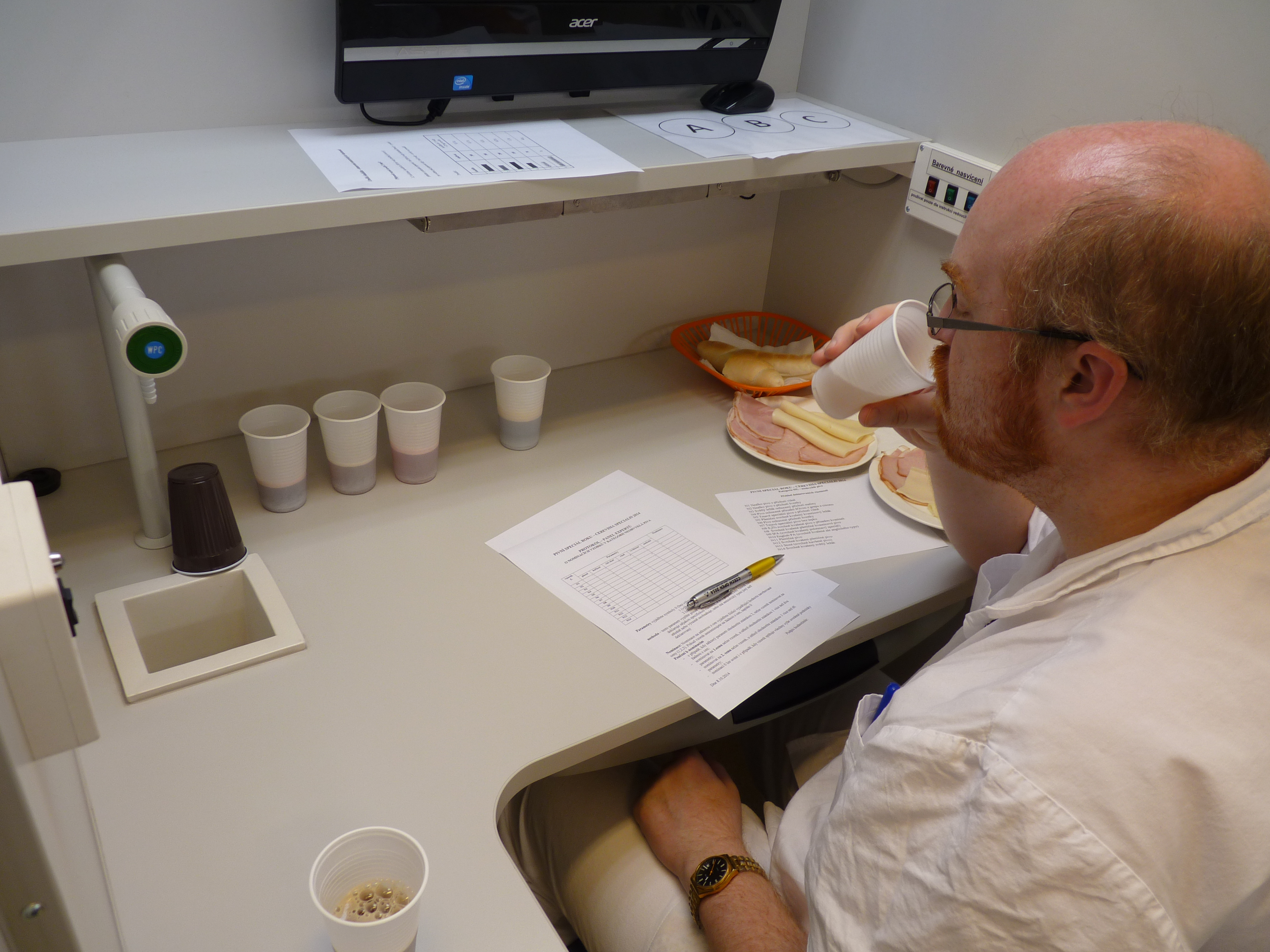
Wissenschaftliche Verkostung von Bier im Sensorischen Forschungszentrum Prag (2014)

Bei der Degustation von mehreren Weinen wird ein schriftliches Protokoll der Sinneseindrücke angefertigt. Die gängigen Verkostungsformulare sind dafür aber nur bedingt hilfreich, da normalerweise die optische Weinprüfung an die erste Stelle gesetzt wird und zudem für den Laien meist ein nicht nachvollziehbares Punktesystem zur Weinbeurteilung vorgeben. So wird der Wein heutzutage nicht nach seinen Einzelmerkmalen bewertet, sondern nur noch als Einheit.
Der Duft wird meist zuerst erfasst. Dieser aussagekräftige Teil verrät bereits viel über einen Wein. Fehler, welche im Weinberg, im Keller oder bei der Lagerung gemacht wurden, werden zum Beispiel in Form von verbrannt riechenden Stoffen, einem Essigstich oder von Mercaptangestank deutlich. Des Weiteren gibt die Nase einen Hinweis darauf, ob der Wein oxidativ oder reduktiv angebaut wurde, ob er in Holzfässern oder Edelstahltanks gelagert wurde, ob sich eine Aromatik auf die Rebsorte beschränkt oder auch Lage und Bodenverhältnisse der Rebe hat.
Nachdem man den Duft beurteilt hat, nimmt man den ersten Schluck und schmeckt die Aromen. Der Geschmack eines Weines offenbart sich auf unterschiedlicher Weise, man schmeckt ihn auf der Zunge, aber nimmt die Aromen auch im Rauchenraum noch wahr. Die Geschmacksknospen der Zunge können nur Grundgeschmacksrichtungen unterscheiden. Neben süß, bitter, sauer und salzig wurde auch umami, ein herzhafter Geschmackston, der eiweißhaltigen Produkten, wie Fisch oder Käse entspricht, nachgewiesen. Die Geschmackszonen lassen sich nicht einheitlichen trennen und werden auch vom Geruch beeinflusst und an den Rauchenraum weitergeleitet. Schlürfen und Schmatzen stellt bei der Weinprobe kein schlechtes Benehmen dar, sondern dient dazu, dass die aus der Flüssigkeit gelösten Aromamoleküle, welche gemeinsam mit der eingeatmeten Luft aufgenommen wurde, bis hin ins Riechzentrum zu transportieren, was folglich zum Geschmackseindruck beiträgt.
Der nächste Schritt ist die Überprüfung der Farbgebung des Weines. Unter Berücksichtigung der Rebsorte, kann aus der Intensität und Tönung der Farbe geschlossen werden, welche Qualität des Jahrgangs und das Alter des Weines liefern.
Nur wenn die Einzelelemente Duft, Geschmack und Farbe zusammen passen, kann es sich um einen guten Wein handeln.

## Verkostungsgläser

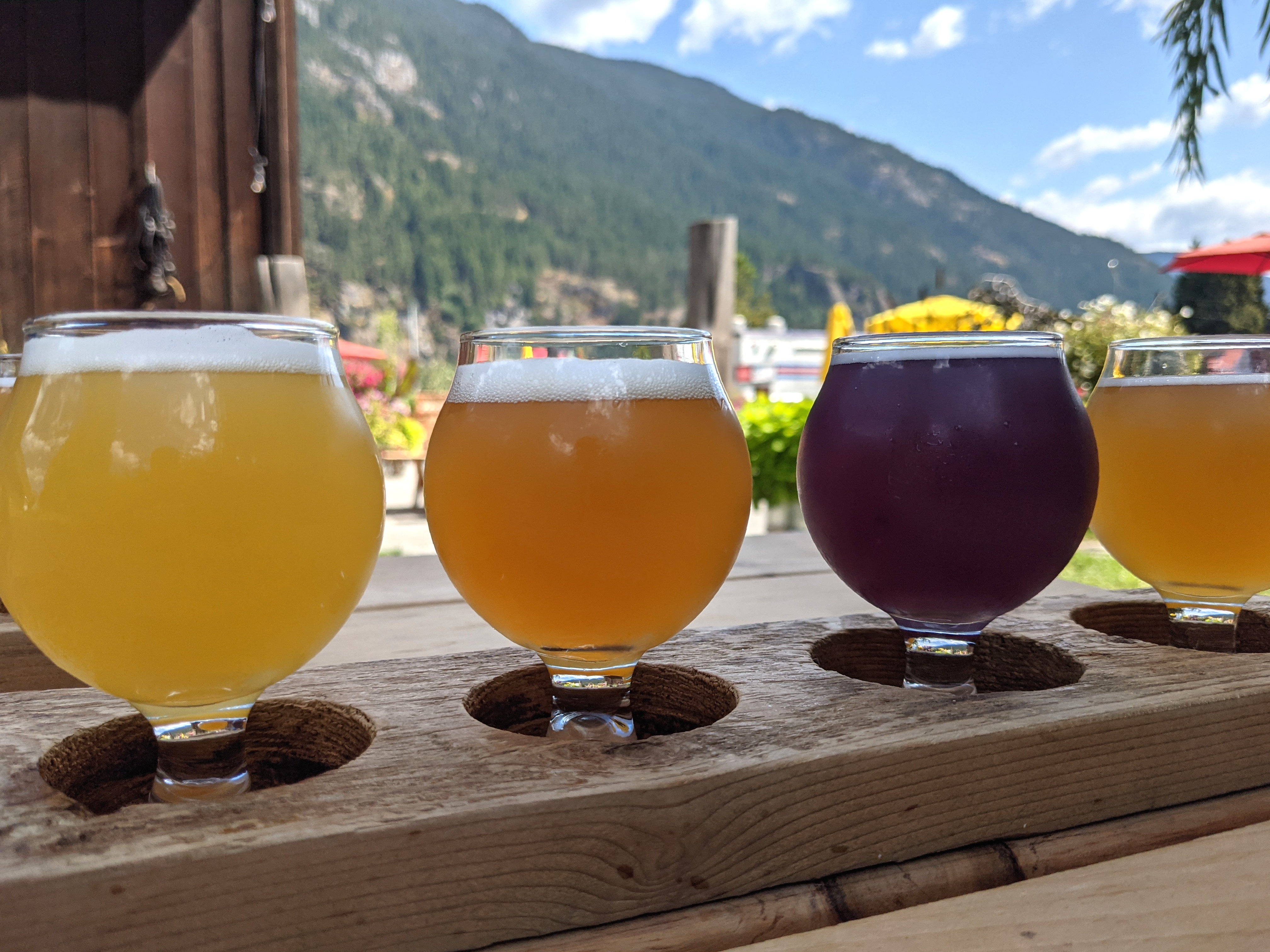
Bier-Verkostungsgläser in Degustationsbrett

Je nach Getränk werden alle Produktproben in gleichartigen, zum Produkt passenden Gläsern angeboten. Verkostungsgläser sind meist etwas kleiner als übliche Gläser für das Getränk. Für Wein gibt es genormte Wein-Degustationsgläser, die einem kleinen Weißweinkelch ähneln, für die Verkostung von Spirituosen tulpenförmig geformte Nosing-Gläser. Sollen ausschließlich Geruch und Geschmack beurteilt werden, unabhängig von optischen Sinneseindrücken, werden statt klarer Gläser schwarz eingefärbte Gläser speziell für Verkostungszwecke verwendet.